# Iphinotus typicus
Iphinotus typicus är en kräftdjursart som först beskrevs av Thomson 1882.  Iphinotus typicus ingår i släktet Iphinotus och familjen Phliantidae. Inga underarter finns listade i Catalogue of Life.